# Problema dos futuros contingentes

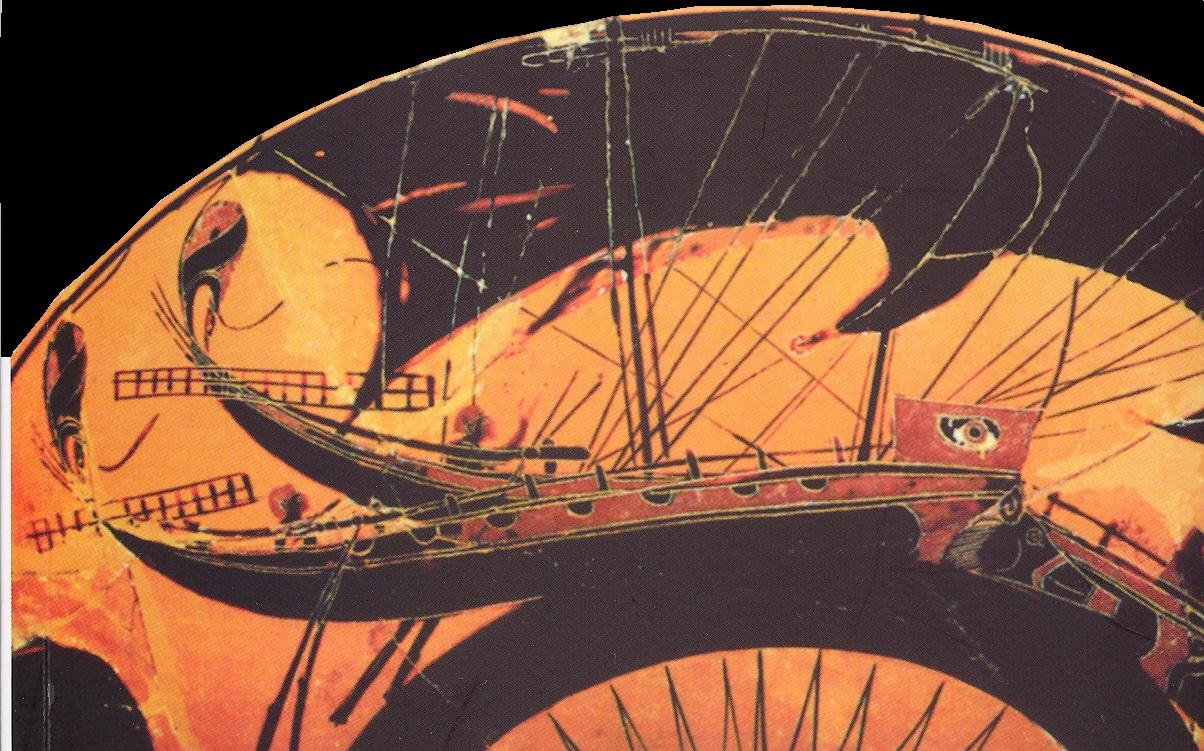
Aristóteles: se uma batalha naval não será travada amanhã, então também era verdade ontem que ela não será travada. Mas todas as verdades passadas são verdades necessárias. Portanto, não é possível que a batalha seja travada.

Proposições contingentes futuras (ou simplesmente contingentes futuros) são declarações sobre estados de coisas no futuro que são contingentes: nem necessariamente verdadeiras nem necessariamente falsas.
O problema dos contingentes futuros parece ter sido discutido pela primeira vez por Aristóteles no capítulo 9 de seu Da Interpretação (De Interpretatione), usando o famoso exemplo da batalha naval. Cerca de uma geração depois, Diodoro Crono da Escola Megárica apresentou uma versão do problema em seu notório argumento mestre. O problema foi posteriormente discutido por Leibniz.
O problema pode ser expresso da seguinte forma. Suponha que uma batalha naval não será travada amanhã. Então também era verdade ontem (e na semana passada, e no ano passado) que ela não será travada, pois qualquer declaração verdadeira sobre o que será o caso no futuro também era verdadeira no passado. Mas todas as verdades passadas são agora verdades necessárias; portanto, é agora necessariamente verdade no passado, anterior e até a declaração original "Uma batalha naval não será travada amanhã", que a batalha não será travada, e assim a declaração de que ela será travada é necessariamente falsa. Portanto, não é possível que a batalha seja travada. Em geral, se algo não será o caso, não é possível que seja o caso. "Pois um homem pode prever um evento dez mil anos antes, e outro pode prever o contrário; o que foi verdadeiramente previsto no momento no passado necessariamente ocorrerá no devido tempo" (De Int. 18b35).
Isso entra em conflito com a ideia de nosso próprio livre arbítrio: que temos o poder de determinar ou controlar o curso dos eventos no futuro, o que parece impossível se o que acontece, ou não acontece, é necessariamente acontecer, ou não acontecer. Como diz Aristóteles, se fosse assim, não haveria necessidade "de deliberar ou de se esforçar, supondo que se adotássemos um certo curso, um certo resultado se seguiria, enquanto, se não o fizéssemos, o resultado não se seguiria".

## A solução de Aristóteles
Aristóteles resolveu o problema afirmando que o princípio da bivalência encontra sua exceção neste paradoxo das batalhas navais: neste caso específico, o que é impossível é que ambas as alternativas possam ser possíveis ao mesmo tempo: ou haverá uma batalha, ou não haverá. Ambas as opções não podem ser tomadas simultaneamente. Hoje, elas não são nem verdadeiras nem falsas; mas se uma é verdadeira, a outra se torna falsa. Segundo Aristóteles, é impossível dizer hoje se a proposição está correta: devemos esperar pela realização contingente (ou não) da batalha, a lógica se realiza depois:
Uma das duas proposições em tais instâncias deve ser verdadeira e a outra falsa, mas não podemos dizer determinadamente que esta ou aquela é falsa, mas devemos deixar a alternativa indecidida. Uma pode de fato ser mais provável de ser verdadeira do que a outra, mas não pode ser realmente verdadeira ou realmente falsa. Portanto, é claro que não é necessário que de uma afirmação e uma negação, uma seja verdadeira e a outra falsa. Pois no caso daquilo que existe potencialmente, mas não atualmente, a regra que se aplica àquilo que existe atualmente não se aplica. (§9)
Para Diodoro, a batalha futura era ou impossível ou necessária. Aristóteles acrescentou um terceiro termo, contingência, que salva a lógica ao mesmo tempo que deixa espaço para indeterminação na realidade. O que é necessário não é que haverá ou que não haverá uma batalha amanhã, mas a própria dicotomia é necessária:
Uma batalha naval deve ou acontecer amanhã ou não, mas não é necessário que aconteça amanhã, nem é necessário que não aconteça, ainda é necessário que ou aconteça ou não aconteça amanhã. (Da Interpretação, 9, 19 a 30.)

## Filosofia islâmica
O que exatamente al-Farabi postulou sobre a questão dos contingentes futuros é controverso. Nicholas Rescher argumenta que a posição de al-Farabi é que o valor de verdade dos contingentes futuros já está distribuído de uma forma "indefinida", enquanto Fritz Zimmerman argumenta que al-Farabi endossou a solução de Aristóteles de que o valor de verdade dos contingentes futuros ainda não foi distribuído. Peter Adamson afirma que ambos estão corretos, pois al-Farabi endossa ambas as perspectivas em diferentes momentos de sua escrita, dependendo de quão longe ele está engajado na questão do conhecimento divino prévio.

O argumento de al-Farabi sobre valores de verdade "indefinidos" centra-se na ideia de que "de premissas que são contingentemente verdadeiras, uma conclusão contingentemente verdadeira necessariamente se segue". Isso significa que, embora um contingente futuro ocorra, ele pode não ter ocorrido de acordo com fatos contingentes presentes; como tal, o valor de verdade de uma proposição sobre esse contingente futuro é verdadeiro, mas verdadeiro de uma forma contingente. al-Farabi usa o seguinte exemplo; se argumentarmos verdadeiramente que Zayd fará uma viagem amanhã, então ele fará, mas crucialmente:
Há em Zayd a possibilidade de que ele fique em casa.... se admitirmos que Zayd é capaz de ficar em casa ou de fazer a viagem, então esses dois resultados antitéticos são igualmente possíveis
O argumento de al-Farabi lida com o dilema dos contingentes futuros negando que a proposição P "é verdadeiro em {\displaystyle t_{1}} que Zayd viajará em {\displaystyle t_{2}}" e a proposição Q "é verdadeiro que em {\displaystyle t_{2}} Zayd viaja" nos levaria a concluir que necessariamente se P então necessariamente Q.
Ele nega isso argumentando que "a verdade da declaração presente sobre a viagem de Zayd não exclui a possibilidade de Zayd ficar em casa: apenas exclui que essa possibilidade será realizada".

## Leibniz
Leibniz deu outra resposta ao paradoxo em §6 do Discurso de Metafísica: "Que Deus não faz nada que não seja ordenado, e que nem mesmo é possível conceber eventos que não sejam regulares." Assim, mesmo um milagre, o Evento por excelência, não quebra a ordem regular das coisas. O que é visto como irregular é apenas uma falha de perspectiva, mas não aparece assim em relação à ordem universal, e assim a possibilidade excede a lógica humana. Leibniz encontra esse paradoxo porque, segundo ele:
Assim, a qualidade de rei, que pertencia a Alexandre, o Grande, uma abstração do sujeito, não é suficientemente determinada para constituir um indivíduo, e não contém as outras qualidades do mesmo sujeito, nem tudo o que a ideia desse príncipe inclui. Deus, no entanto, vendo o conceito individual, ou hecceidade, de Alexandre, vê ali ao mesmo tempo a base e a razão de todos os predicados que podem ser verdadeiramente proferidos sobre ele; por exemplo, que ele conquistará Dario e Poro, até o ponto de saber a priori (e não por experiência) se ele morreu de morte natural ou por veneno, - fatos que só podemos aprender através da história. Quando consideramos cuidadosamente a conexão das coisas, também vemos a possibilidade de dizer que sempre houve na alma de Alexandre marcas de tudo o que lhe aconteceu e evidências de tudo o que lhe aconteceria e traços até de tudo o que ocorre no universo, embora só Deus pudesse reconhecê-los todos. (§8)
Se tudo o que acontece com Alexandre deriva da hecceidade de Alexandre, então o fatalismo ameaça a construção de Leibniz:
Dissemos que o conceito de uma substância individual inclui de uma vez por todas tudo o que pode jamais acontecer a ela e que, ao considerar esse conceito, será possível ver tudo o que pode ser verdadeiramente dito sobre o indivíduo, assim como somos capazes de ver na natureza de um círculo todas as propriedades que podem ser derivadas dele. Mas não parece que, dessa forma, a diferença entre verdades contingentes e necessárias será destruída, que não haverá lugar para a liberdade humana, e que um fatalismo absoluto governará tanto todas as nossas ações quanto o resto dos eventos do mundo? A isso eu respondo que uma distinção deve ser feita entre o que é certo e o que é necessário. (§13)
Contra a separação de Aristóteles entre o sujeito e o predicado, Leibniz afirma:
"Assim, o conteúdo do sujeito deve sempre incluir o do predicado de tal forma que, se alguém entender perfeitamente o conceito do sujeito, saberá que o predicado também pertence a ele." (§8)
O predicado (o que acontece com Alexandre) deve estar completamente incluído no sujeito (Alexandre) "se alguém entender perfeitamente o conceito do sujeito". Leibniz, portanto, distingue dois tipos de necessidade: necessidade necessária e necessidade contingente, ou necessidade universal vs. necessidade singular. A necessidade universal diz respeito a verdades universais, enquanto a necessidade singular diz respeito a algo necessário que poderia não ser (é, portanto, uma "necessidade contingente"). Leibniz usa aqui o conceito de mundos compossíveis. Segundo Leibniz, atos contingentes como "César atravessando o Rubicão" ou "Adão comendo a maçã" são necessários: isto é, são necessidades singulares, contingentes e acidentais, mas que dizem respeito ao princípio da razão suficiente. Além disso, isso leva Leibniz a conceber o sujeito não como um universal, mas como um singular: é verdade que "César atravessa o Rubicão", mas é verdade apenas para este César neste tempo, não para qualquer ditador nem para César em qualquer tempo (§8, 9, 13). Assim, Leibniz concebe a substância como plural: há uma pluralidade de substâncias singulares, que ele chama de mônadas. Leibniz, portanto, cria um conceito do indivíduo como tal e atribui a ele eventos. Há uma necessidade universal, que é universalmente aplicável, e uma necessidade singular, que se aplica a cada substância singular, ou evento. Há um nome próprio para cada evento singular: Leibniz cria uma lógica da singularidade, que Aristóteles julgava impossível (ele considerava que só poderia haver conhecimento da generalidade).

## Século XX
Um dos primeiros motivos para o estudo das lógicas polivalentes tem sido precisamente essa questão. No início do século XX, o lógico formal polonês Jan Łukasiewicz propôs três valores de verdade: o verdadeiro, o falso e o ainda indeterminado. Essa abordagem foi posteriormente desenvolvida por Arend Heyting e L. E. J. Brouwer; veja lógica de Łukasiewicz.
Questões como essa também foram abordadas em várias lógicas temporais, onde se pode afirmar que "Eventualmente, ou haverá uma batalha naval amanhã, ou não haverá." (O que é verdadeiro se "amanhã" eventualmente ocorrer.)

### A falácia modal
Ao afirmar "Uma batalha naval deve ou acontecer amanhã ou não, mas não é necessário que aconteça amanhã, nem é necessário que não aconteça, ainda é necessário que ou aconteça ou não aconteça amanhã", Aristóteles está simplesmente afirmando "necessariamente (a ou não-a)", o que está correto.
No entanto, se concluirmos: "Se a é o caso, então necessariamente, a é o caso", então isso é conhecido como a falácia modal.

Expresso de outra forma:
1. Se uma proposição é verdadeira, então ela não pode ser falsa.
2. Se uma proposição não pode ser falsa, então ela é necessariamente verdadeira.
3. Portanto, se uma proposição é verdadeira, ela é necessariamente verdadeira.

Ou seja, não há proposições contingentes. Toda proposição é ou necessariamente verdadeira ou necessariamente falsa.

A falácia surge na ambiguidade da primeira premissa. Se a interpretarmos próximo ao inglês, obtemos:
1. P implica não é possível que não-P
2. Não é possível que não-P implica é necessário que P
3. Portanto, P implica é necessário que P

No entanto, se reconhecermos que a expressão em inglês (i) é potencialmente enganosa, que atribui uma necessidade ao que é simplesmente nada mais do que uma condição necessária, então obtemos como nossas premissas:
1. Não é possível que (P e não P)
2. (Não é possível que não P) implica (é necessário que P)

A partir dessas duas últimas premissas, não se pode inferir validamente a conclusão:
1. P implica é necessário que P